# Flaminio de' Nobili
Flaminio de' Nobili (Lucca, 1530 circa – Lucca, 1590) è stato un grecista italiano.

## Biografia
Autore del Trattato dell'amore umano (1556), ottenne nel 1560 la cattedra di logica all'università di Pisa. Nel 1563 pubblicò la Felicità dell'uomo (De hominis felicitate), pomposo trattato che riscosse un discreto successo.
Divenuto noto a livello nazionale, fece parte (insieme a Sperone Speroni, Scipione Gonzaga e Silvio Antoniano) della giuria letteraria di ispirazione controriformistica che esaminò il manoscritto della Gerusalemme liberata di Torquato Tasso nel 1575.
De'Nobili e gli altri giurati mossero in tale occasione accuse moralistiche all'opera, provocando allo stesso tempo irritazione e sensi di colpa nel tormentato poeta.
Nel 1584 fondò, insieme ad altri, l'Accademia degli Oscuri.